# یلنا روزینا
یلنا روزینا (روسی: Елена Ивановна Рузина؛ زادهٔ ۳ آوریل ۱۹۶۴) دونده اهل اتحاد جماهیر شوروی سوسیالیستی بود.
وی در مسابقات بین‌المللی در مجموع برندهٔ ۲ مدال طلا و ۱ مدال نقره شده‌است. 